# Villa Fiorentina (Saint-Jean-Cap-Ferrat)
Pour les articles homonymes, voir Villa Fiorentina.
La villa Fiorentina, dite également La Fiorentina, est une propriété privée construite en 1919 sur la pointe Saint-Hospice, à l'extrémité du cap Ferrat (Alpes-Maritimes).
Connue pour être un des plus beaux domaines de la Côte d'Azur, cette villa de plaisance a appartenu à partir de 1919 à Edmund Gabriel Davis, puis en 1939 à Enid Lindeman, épouse de Marmaduke Furness, viscount Furness, puis du comte de Kenmare, et a été le siège de nombreuses fêtes mondaines dans les années 1950-1960 et la villégiature de célébrités telles Greta Garbo, Elizabeth Taylor ou encore Somerset Maugham.

## Historique
La villa est édifiée par Thérèse Vitali, comtesse de Beauchamps dans l’esprit de la "Palazzina della Vigna" de Jacopo Barozzi da Vignola. Pour les plans, elle a fait appel à l’architecte Aaron Messiah et au paysagiste Harold Peto. La décoration intérieure et de la réalisation des jardins est confiée à Ferdinand Bac. Ainsi, si c’est Peto qui trace la perspective royale de l’allée de cyprès avec ses degrés de marbre descendant à la mer, c’est à Bac que revient l’aménagement des jardins à thèmes. Il y a là un cloître, un jardin clos et un jardin mauresque inspiré de celui de la Villa Cypris. Elle baptise cette demeure : La Fiorentina, en hommage au palais de son père, le Comte Vitali, à Cannes. Elle est l'actuelle propriété de la famille Engelhorn (fondateur de BASF).

## Description
Demeure remplie d'histoire, La Fiorentina au  luxe intemporel  est une des résidences les plus chères au monde, (valeur avoisinant les 525 millions de dollars)

## Situation légale
La Fiorentina est une propriété privée située 13 impasse Fiorentina, au lieu-dit « Le Plan des abeilles ». Elle fait l'objet d'un recensement à l'Inventaire général du patrimoine culturel.